# DM i håndbold 1956-57 (mænd)
Danmarksmesterskabet i håndbold for mænd 1956–57 var det 21. Danmarksmesterskab i håndbold for mænd afholdt af Dansk Håndbold. Mesterskabet blev afviklet som en landsdækkende liga (1. division) bestående af tolv hold, der spillede dobbeltturnering alle-mod-alle. 
Turneringen blev vundet af AGF, som dermed vandt mesterskabet for første gang. Jyderne sikrede sig mesterskabet på sidste spilledag, hvor holdet på hjemmebane foran 3.400 tilskuere i Århus Stadionhal spillede 13-13 mod Helsingør IF, som dermed måtte nøjes med sølvmedaljerne for anden sæson i træk. Sjællænderne havde ellers haft et forspring til århusianerne på tre point inden sæsonens tre sidste kampe, der imidlertid kun indbragte ét point efter 16-19 ude mod HG, 18-20 ude mod Tarup HK og som nævnt 13-13 ude mod AGF. 
Bronzemedaljerne blev vundet af Aarhus KFUM, og ligeledes her blev medaljerne først sikret i sidste spillerunde, hvor kravet til KFUM var en sejr på mindst fem mål på udebane over HG. Og det opfyldte holdet ved at vinde kampen med 23-16. De forsvarende mestre fra HG kunne have sikret sig bronzemedaljerne i næstsidste spillerunde ved at opnå point i kampen mod USG, som imidlertid blev tabt med 16-17.
AGF's mesterhold bestod af Leif Gelvad, Ole Raundahl, Gustav Wolder, Poul Michelsen, Poul Locht, Jørgen Lundby, Aage Holm-Pedersen, Bent Sørensen, John Jensen og Bent Meng.

## Danmarksturneringen
Ellevte sæson af Danmarksturneringen i håndbold bestod af tre divisioner på to niveauer med i alt 36 hold.

### 1. division
Sæsonen 1956-57 var den 11. sæson i 1. division. Siden sidste sæson var divisionen blevet udvidet med to hold, så den nu bestod af tolv hold, der spillede en dobbeltturnering alle-mod-alle om Danmarksmesterskabet. De to lavest placerede hold rykkede ned i 2. division.
| Plac. | Hold              | Kampe | Mål     | Point |
| ----- | ----------------- | ----- | ------- | ----- |
| 1.    | AGF               | 22    | 450-304 | 39    |
| 2.    | Helsingør IF      | 22    | 498-293 | 38    |
| 3.    | Aarhus KFUM       | 22    | 452-404 | 29    |
| 4.    | HG (M)            | 22    | 364-320 | 29    |
| 5.    | USG               | 22    | 327-297 | 22    |
| 6.    | Tarup HK          | 22    | 459-422 | 21    |
| 7.    | IF Ajax           | 22    | 371-391 | 21    |
| 8.    | Svendborg HK      | 22    | 348-398 | 20    |
| 9.    | Schneekloth (O)   | 22    | 310-333 | 18    |
| 10.   | Efterslægtens BK  | 22    | 392-488 | 15    |
| 11.   | Vejlby-Risskov IK | 22    | 336-474 | 8     |
| 12.   | Ringsted IF (O)   | 22    | 320-466 | 4     |

### 2. division
Sæsonen 1956-57 var den femte sæson i 2. division, og siden sidste sæson var rækken blevet udvidet fra ni til 24 hold og opdelt i to geografisk opdelte puljer a 12 hold, som hver spillede en enkeltturnering alle-mod-alle. De to bedst placerede hold i hver pulje gik videre til kampene om to oprykningspladser til 1. division.
| 2. division øst | 2. division øst  | 2. division øst | 2. division øst | 2. division øst |
| Plac.           | Hold             | Kampe           | Mål             | Point           |
| --------------- | ---------------- | --------------- | --------------- | --------------- |
| 1.              | H 37 (O)         | 11              | 201-150         | 19              |
| 2.              | MK 31 (O)        | 11              | 207-161         | 16              |
| 3.              | IF Vidar (O)     | 11              | 188-172         | 15              |
| 4.              | Politiets IF     | 11              | 207-200         | 14              |
| 5.              | Nakskov HK       | 11              | 236-247         | 12              |
| 6.              | Sundby BK (O)    | 11              | 153-156         | 11              |
| 7.              | KH               | 11              | ?               | 11              |
| 8.              | Holbæk HK (O)    | 11              | 203-224         | 10              |
| 9.              | Helsingør FC (O) | 11              | ?               | 10              |
| 10.             | Løve IF (O)      | 11              | 235-263         | 10              |
| 11.             | Rollo (O)        | 11              | ?               | 2               |
| 12.             | Maribo HK (O)    | 11              | ?               | 2               |

| 2. division vest | 2. division vest     | 2. division vest | 2. division vest | 2. division vest |
| Plac.            | Hold                 | Kampe            | Mål              | Point            |
| ---------------- | -------------------- | ---------------- | ---------------- | ---------------- |
| 1.               | IF Stjernen (O)      | 11               | 212-172          | 18               |
| 2.               | IK Skovbakken (O)    | 11               | 226-191          | 17               |
| 3.               | Kolding IF (O)       | 11               | 193-193          | 14               |
| 4.               | Aalborg HK           | 11               | 209-176          | 14               |
| 5.               | Aarhus IC Fremad     | 11               | 192-184          | 12               |
| 6.               | AIA                  | 11               | 182-180          | 12               |
| 7.               | Aarhus 1900          | 11               | 191-189          | 11               |
| 8.               | Nyborg GIF (O)       | 11               | 203-223          | 10               |
| 9.               | Herning GF (O)       | 11               | 179-205          | 8                |
| 10.              | Randers SK Freja (O) | 11               | 189-228          | 6                |
| 11.              | OH (O)               | 11               | 172-198          | 6                |
| 12.              | IK 1919 (O)          | 11               | 179-205          | 5                |

#### Oprykningskampe
Oprykningskampene havde deltagelse af de to bedst placerede hold i hver 2. divisionspulje, og holdene spillede om to oprykningspladser til 1. division. De to puljevindere, H 37 og IF Stjernen, spillede om én oprykningsplads. Vinderen af kampen, IF Stjernen, rykkede op, mens taberen, H 37, gik videre til anden runde, hvor holdet spillede mod vinderen af kampen mellem de to puljetoere, IK Skovbakken, om den anden oprykningsplads. Denne kamp blev vundet af IK Skovbakken med 21-19 efter forlænget spilletid.
| Dato      | Kamp                  | Res.     | Pause |
| --------- | --------------------- | -------- | ----- |
| 10. marts | IK Skovbakken – MK 31 | 24–20    | 12-12 |
| 10. marts | IF Stjernen – H 37    | 22–19    | 12-11 |
| 17. marts | H 37 – IK Skovbakken  | [0]19–21 | 08-11 |